# Мокра (притока Либеді)
Мо́кра — мала річка у Солом'янському районі м. Києва, в місцевості Кучмин яр, права притока Либеді.

## Історична довідка
Річка відома з кінця XVII століття і вперше згадується на мапах полковника російської армії Івана Ушакова 1695 року.
У XVII—XVIII століттях відома під назвою «Мужичок». На Либеді також був однойменний брід.
Існує вулиця Мокра — за однойменною назвою річки, що тут протікала, а також неподалік існував провулок Мокрий.
Ще у 1960—1970-ті роки річка протікала природним руслом аж до нижньої частини яру і тільки там ховалася до каналізаційних споруд.
1986 рік став початком створення Солом'янського ландшафтного парку. Біля річки відбулися радикальні зміни — насипаний шар ґрунту не властивий цій місцевості; велика частина дерев дна яру, яким протікала річка, була вирубана та вивезена; схили яру перепланували, вони стали більш пологими; висаджені нові дерева та кущі. Ці дії призвели до обміління річки та ледве не спричинили її зникнення.

## Опис
Протяжність річки — приблизно 1,8 км (1860 метрів).
Починається з відкритих джерел у верхів'ях Кучминого Яру (Солом'янський ландшафтний парк, поблизу кінцевої частини вулиці Романа Ратушного). При облаштуванні парку витоки річки були взяті в труби та побудований каскад невеликих штучних басейнів, які сполучаються між собою трубами (наповнюючи перший басейн, вода трубою перетікає до другого й так далі). Періодично через засмічення та замулювання труб та зливу до колектора каскад працює не так, як задумували проектувальники — потік оминає деякі басейни, переливається за їхні межі, розливаючись доріжками та ускладнюючи пересування перехожих. Також сприяють засміченню змиви насипного ґрунту з перепланованих схилів яру під час великих злив.
Перетнувши каскад басейнів, водна артерія знову йде під землю — ховається у колектор і тече дном Кучминого Яру, вбираючи численні водні джерела. Поблизу вулиці Генерала Шаповала річка приймає ліву притоку без назви. Далі річка протікає у колекторах під вулицею Кудряшова дном Кучминого яру.
Перетнувши територію Локомотивного депо, залізничні колії та допоміжні залізничні об'єкти, розташовані між основними та Північними коліями, річка ненадовго виходить на поверхню, протікає метрів 50 у відкритому руслі з природними берегами, перетинає вулицю Либідську (через річку перекинуто місток), потім ненадовго зникає у невеличкому, довжиною не більше 50 метрів колекторі, що водовипуском з'єднується з річкою Либідь.

## Використання

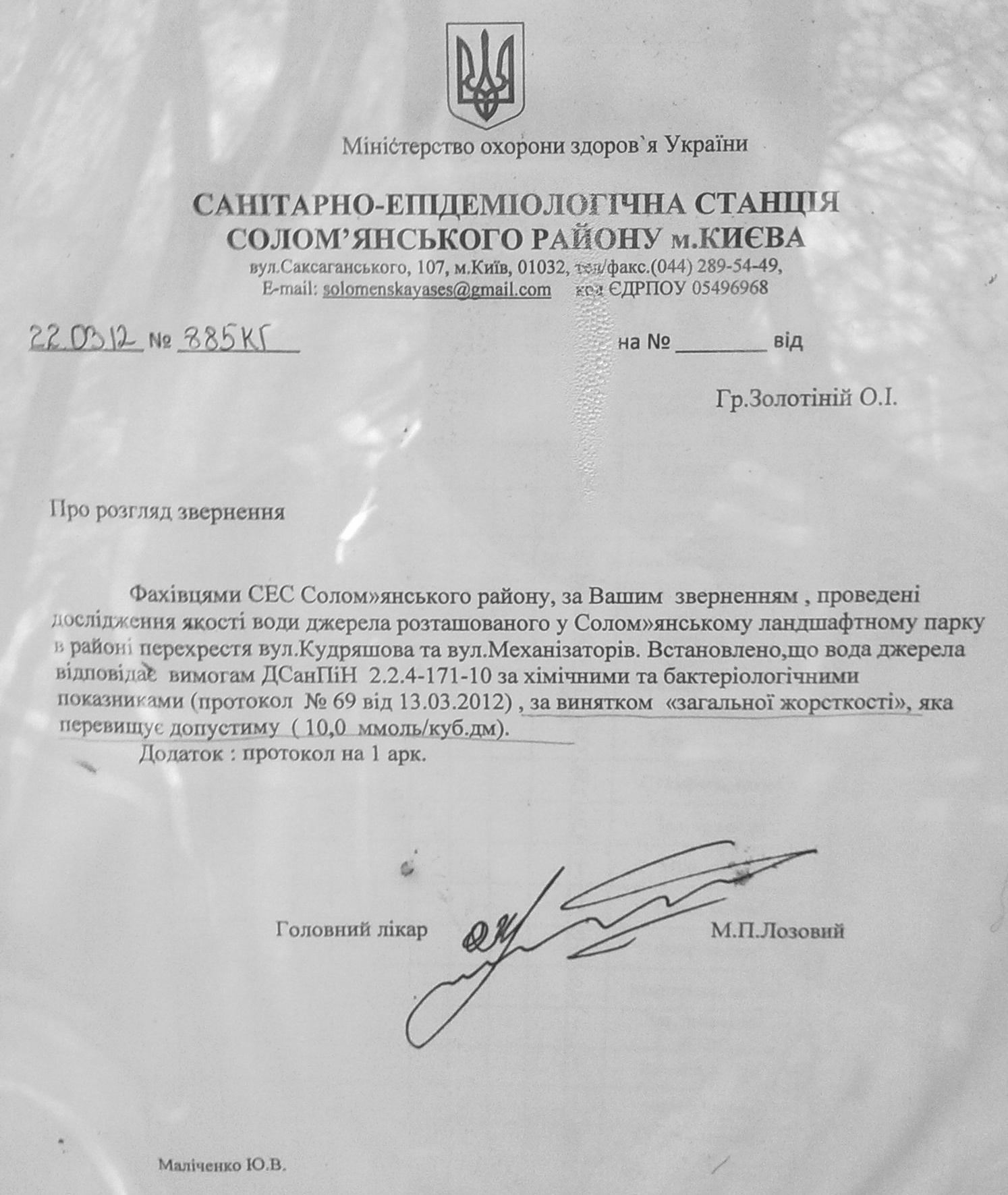
Якість води з джерел річки Мокрої (лист СЕС Солом'янського району м. Києва від 22 березня 2012 року)

У квітні 2012 року з ініціативи учня Фінансово-правового ліцею Дмитра Перова витоки річки були облагороджені силами екологічного гуртка «Цей прекрасний, загадковий світ» (керівник Зрютіна Ольга Іванівна). Під час природоохоронної акції було розчищено місце витоку від сміття, висаджені первоцвіти та встановлена відповідна інформаційна табличка з картою та коротким історичним описом річки, а також висновок СЕС, оскільки вода з джерел річки у Солом'янському ландшафтному парку використовується місцевими мешканцями як питна. Фахівцями СЕС Солом'янського району встановлено, що вода джерела за хімічними та бактеріологічними показниками відповідає вимогам ДСанПіН 2.2.4-171-10 «Гігієнічні вимоги до води питної, призначеної для споживання людиною», за винятком «загальної жорсткості».
Басейн річки Мокра в межах ландшафтного парку також використовується мешканцями Батиєвої гори та Олександрівської слобідки як природна рекреаційна зона.

### Природне русло

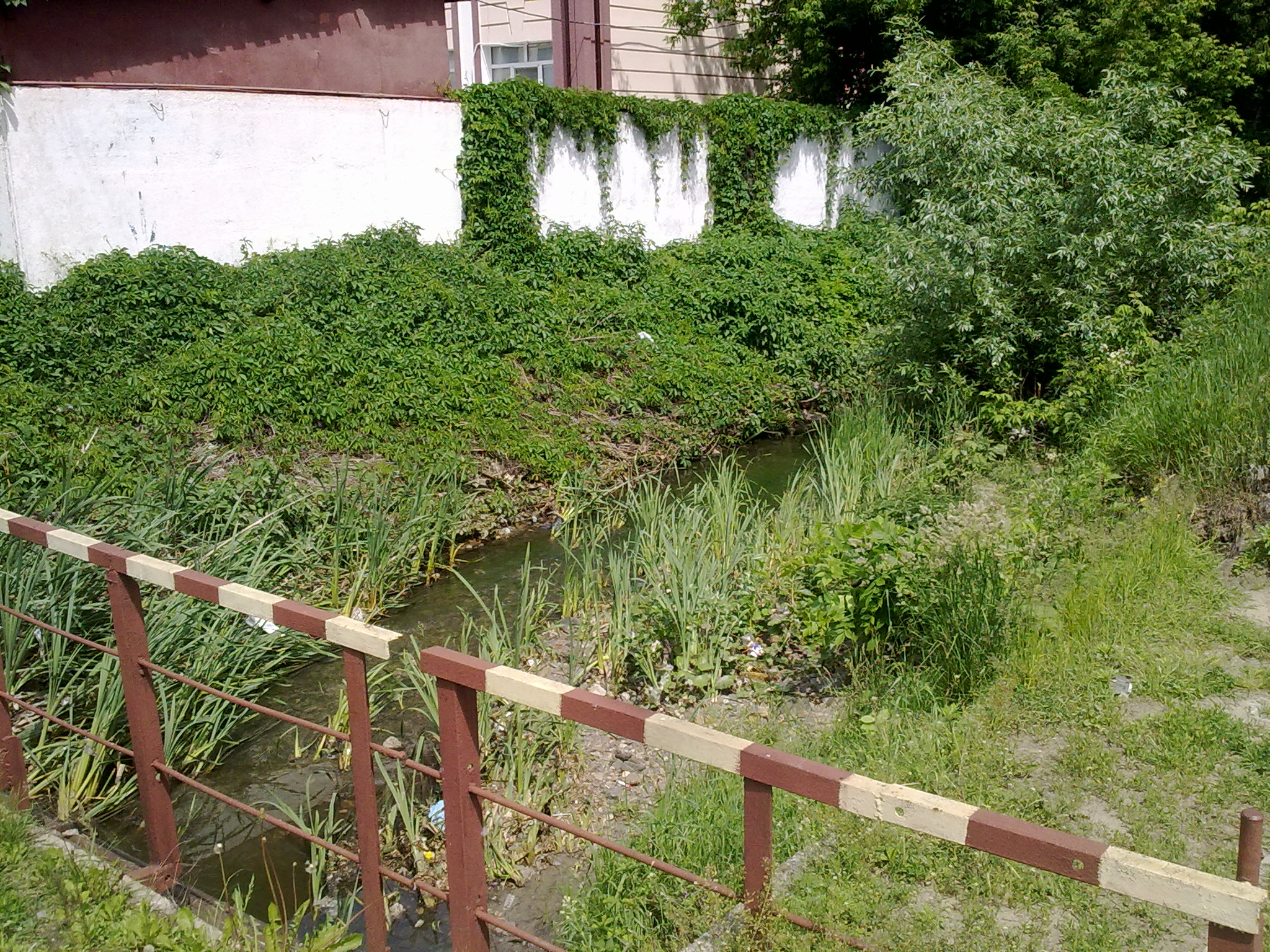
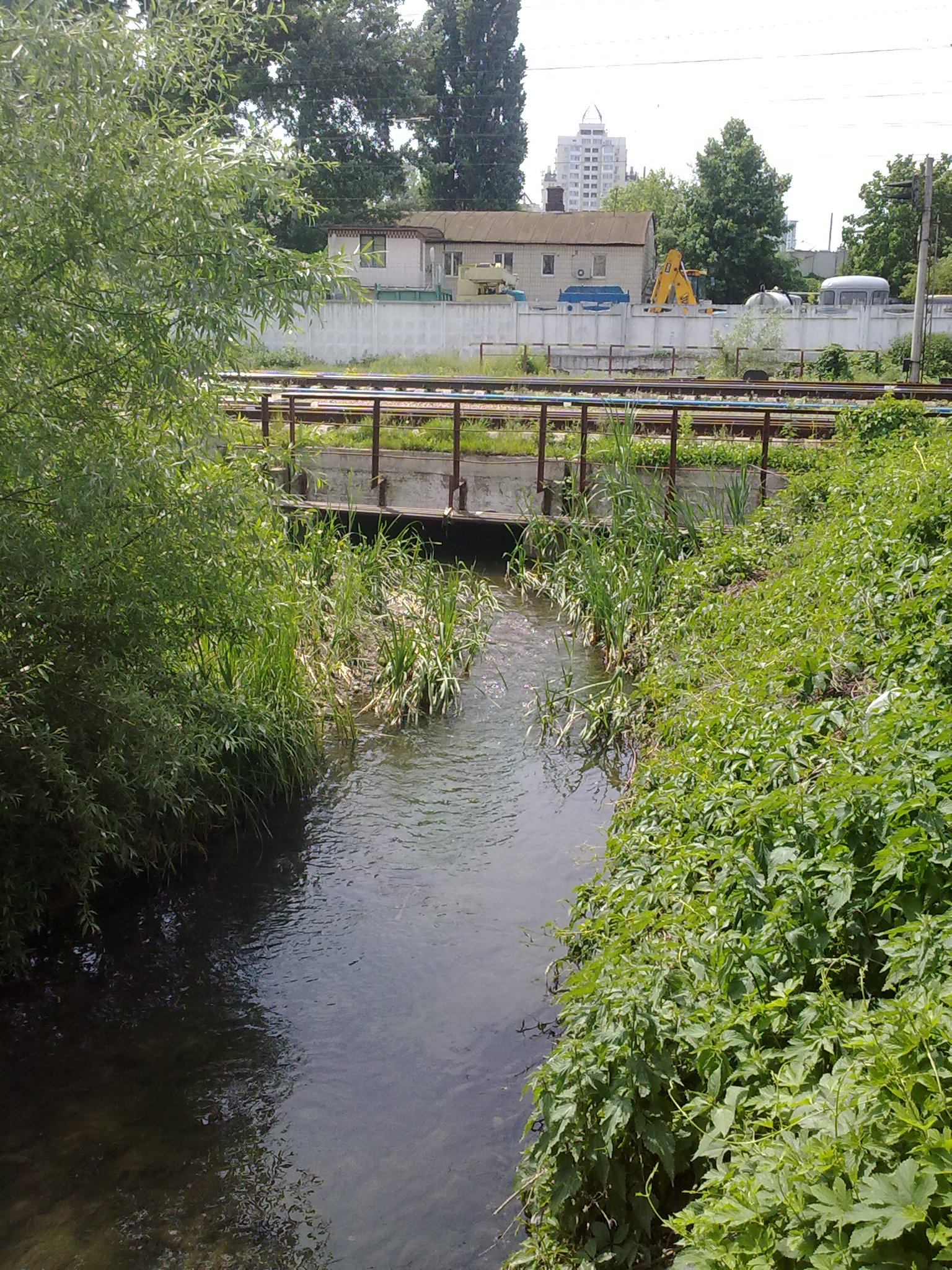
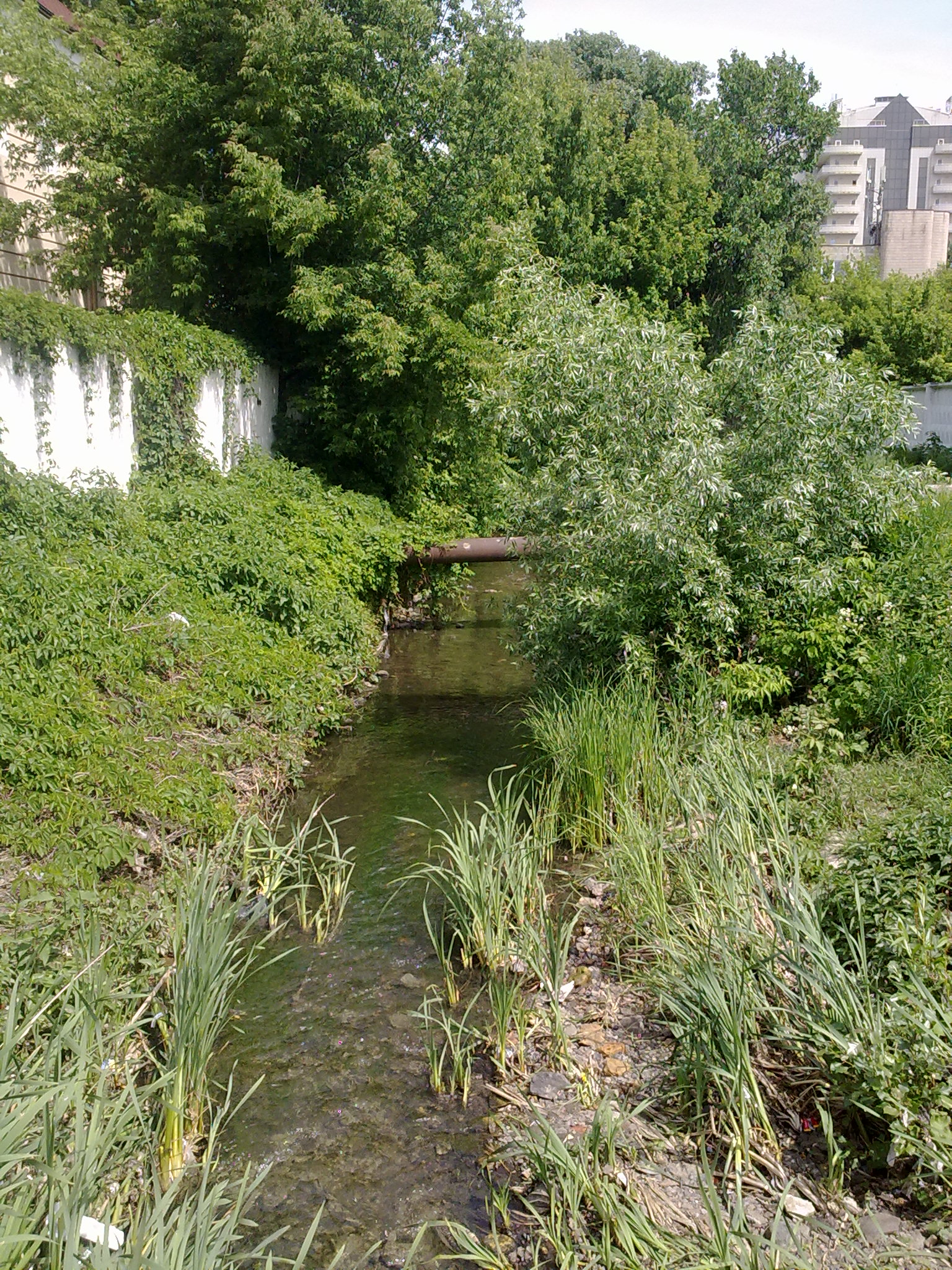
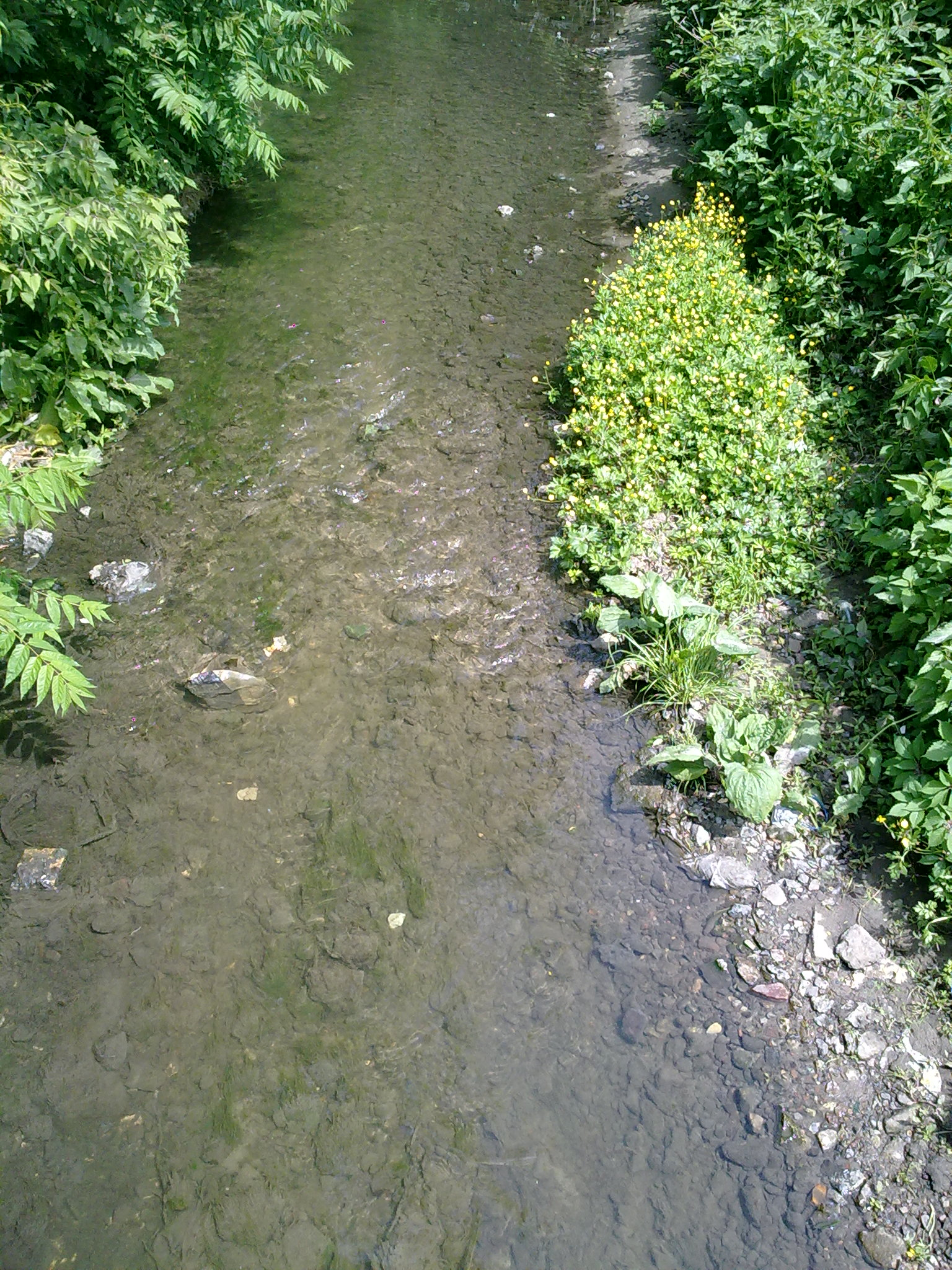
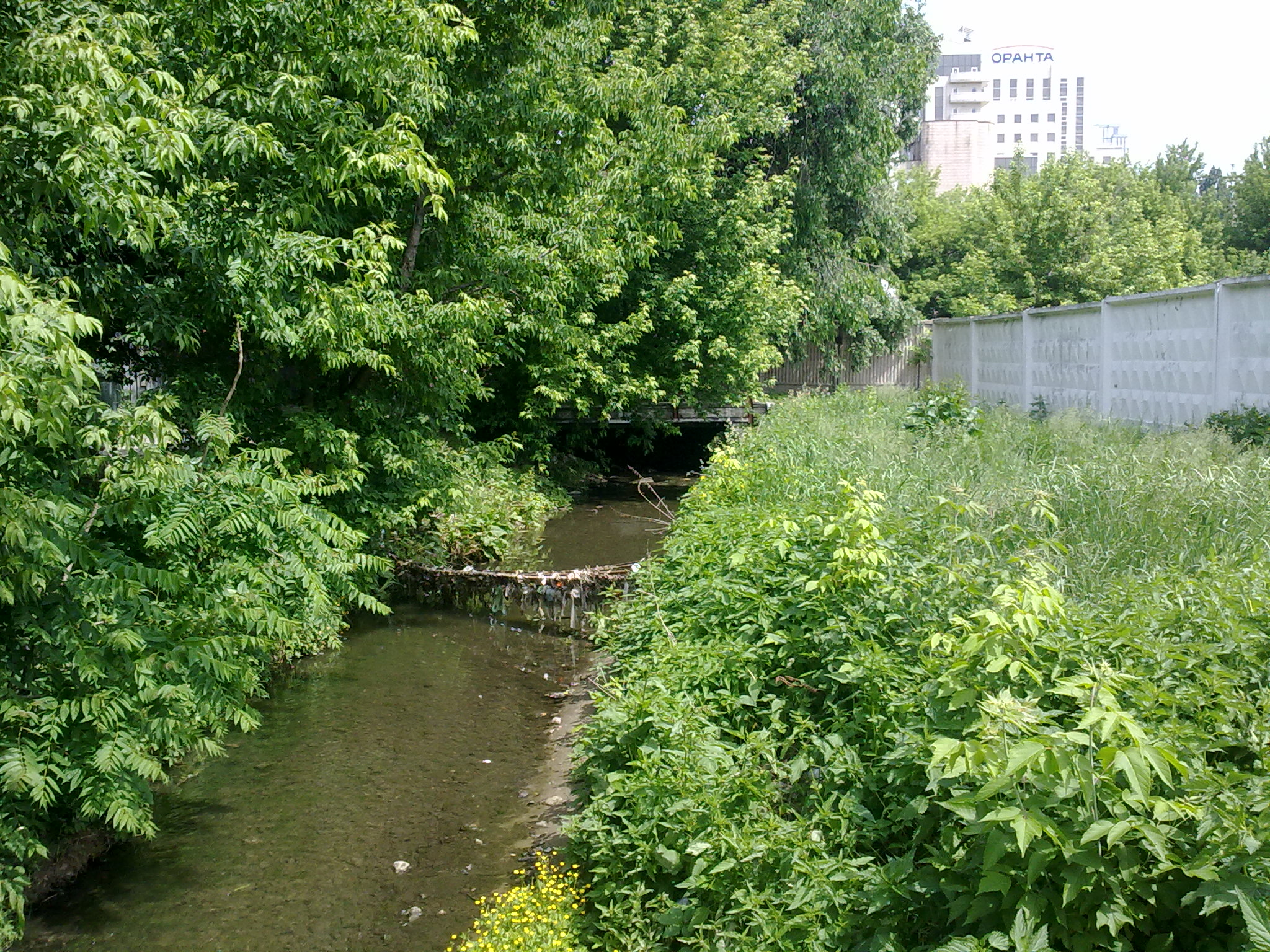
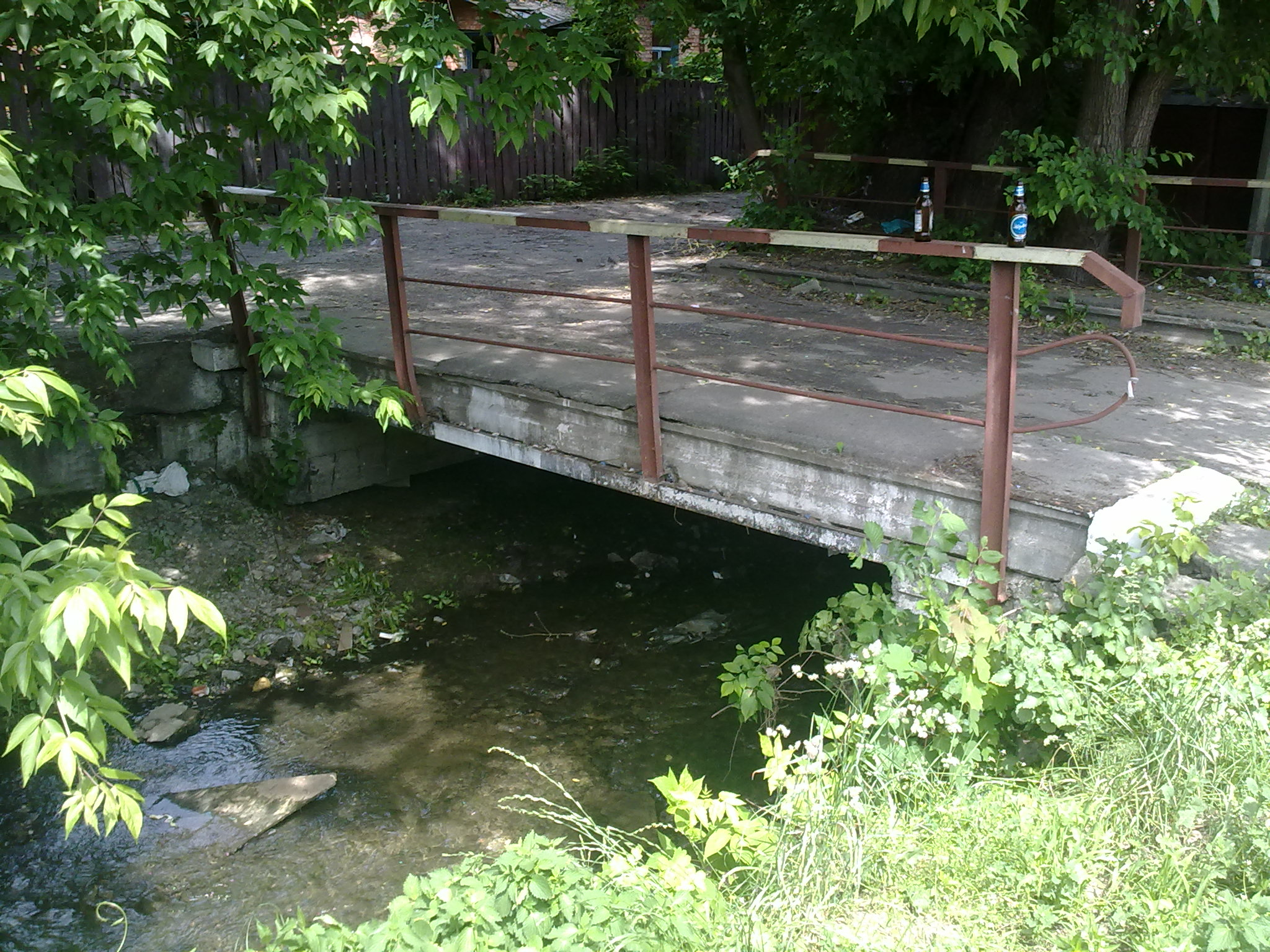
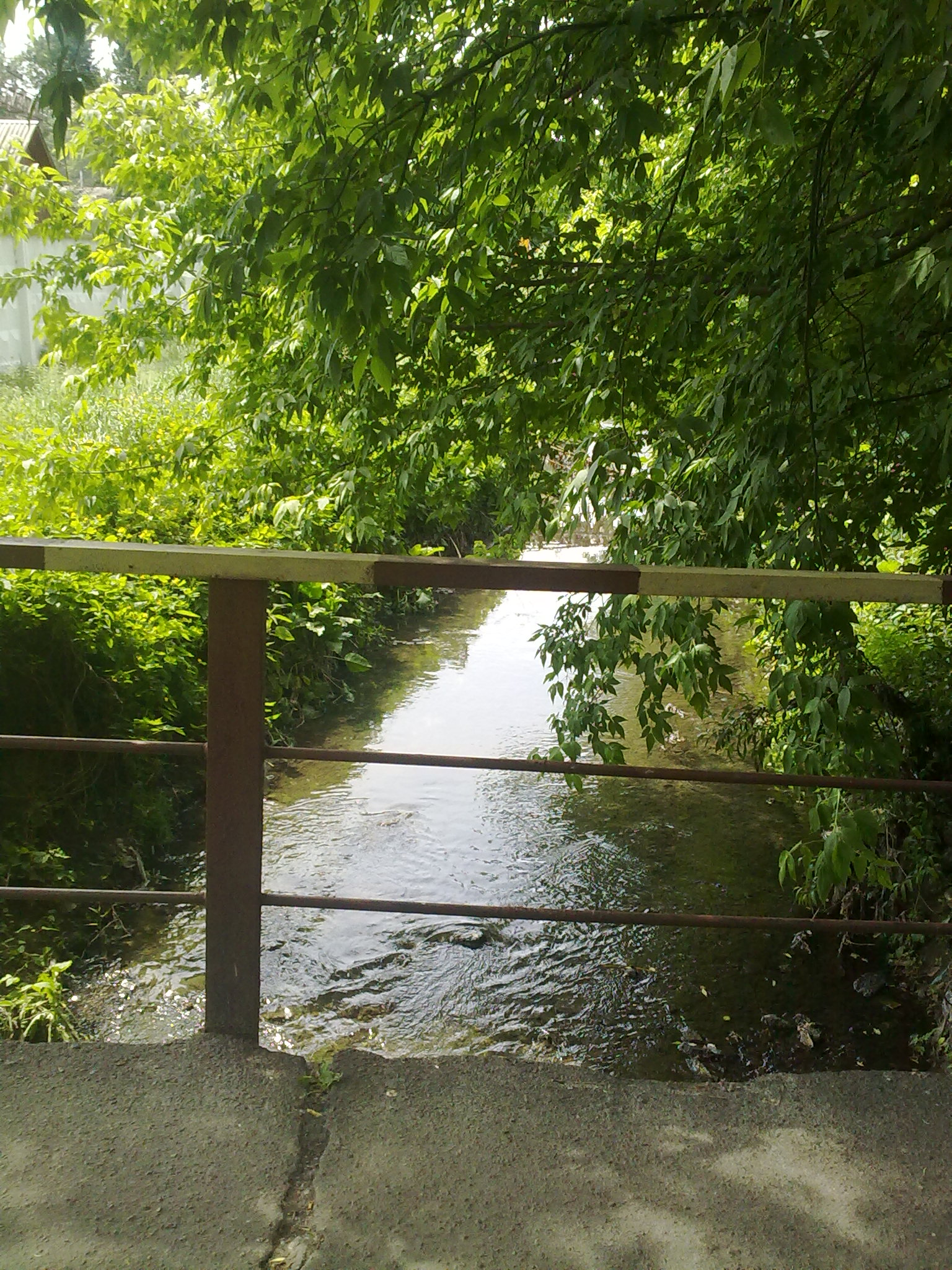

### Водовипуск

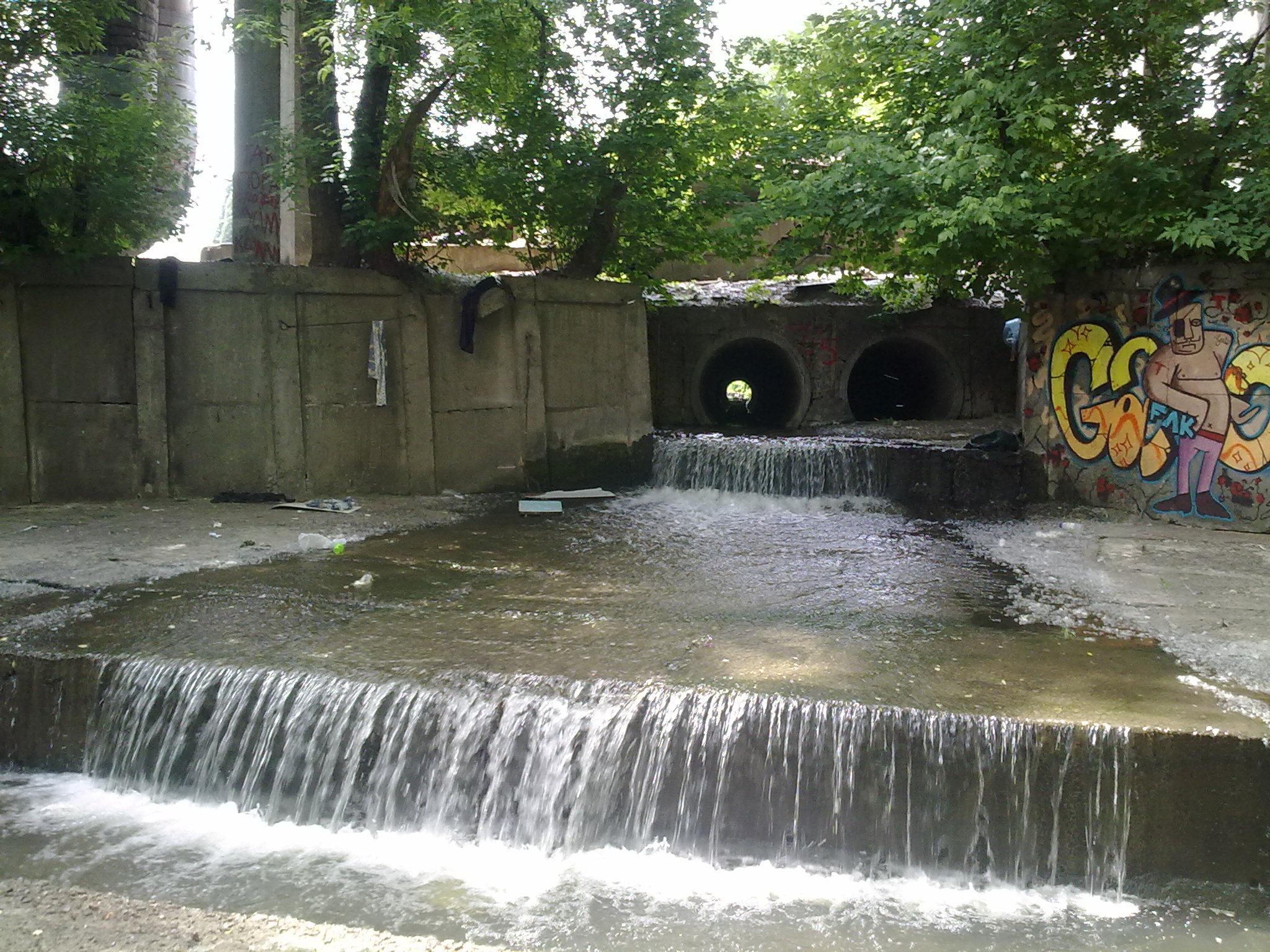
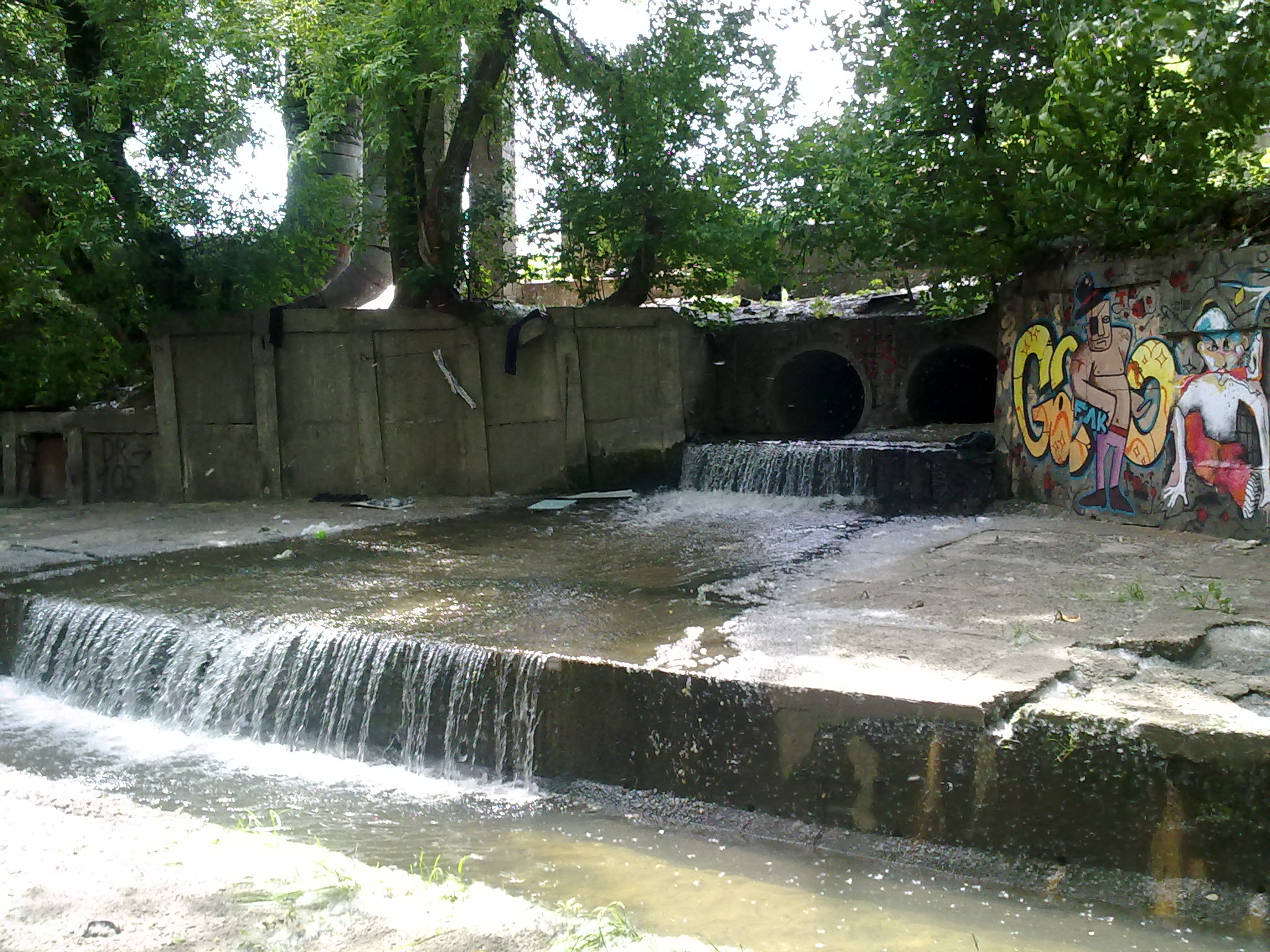
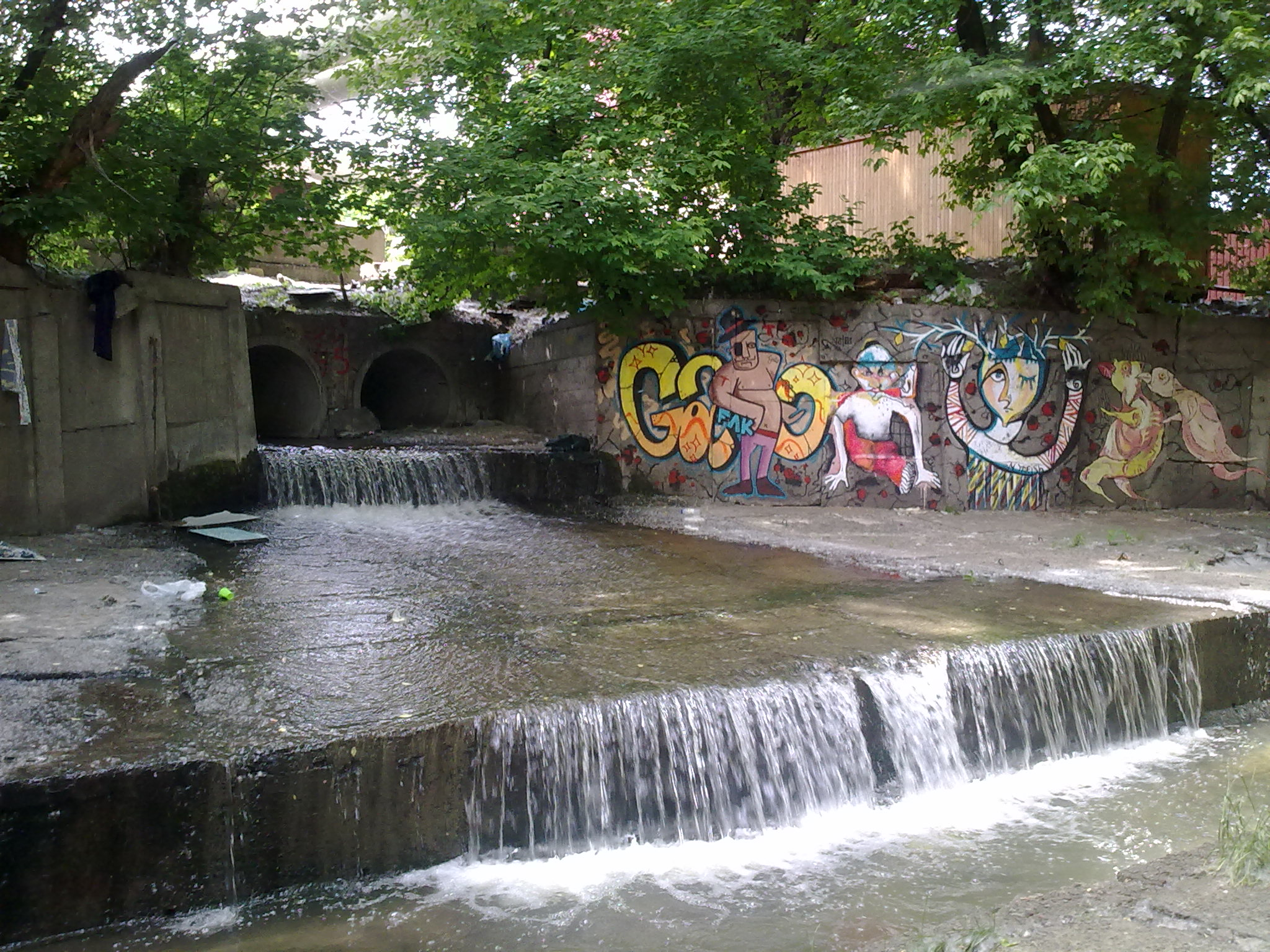
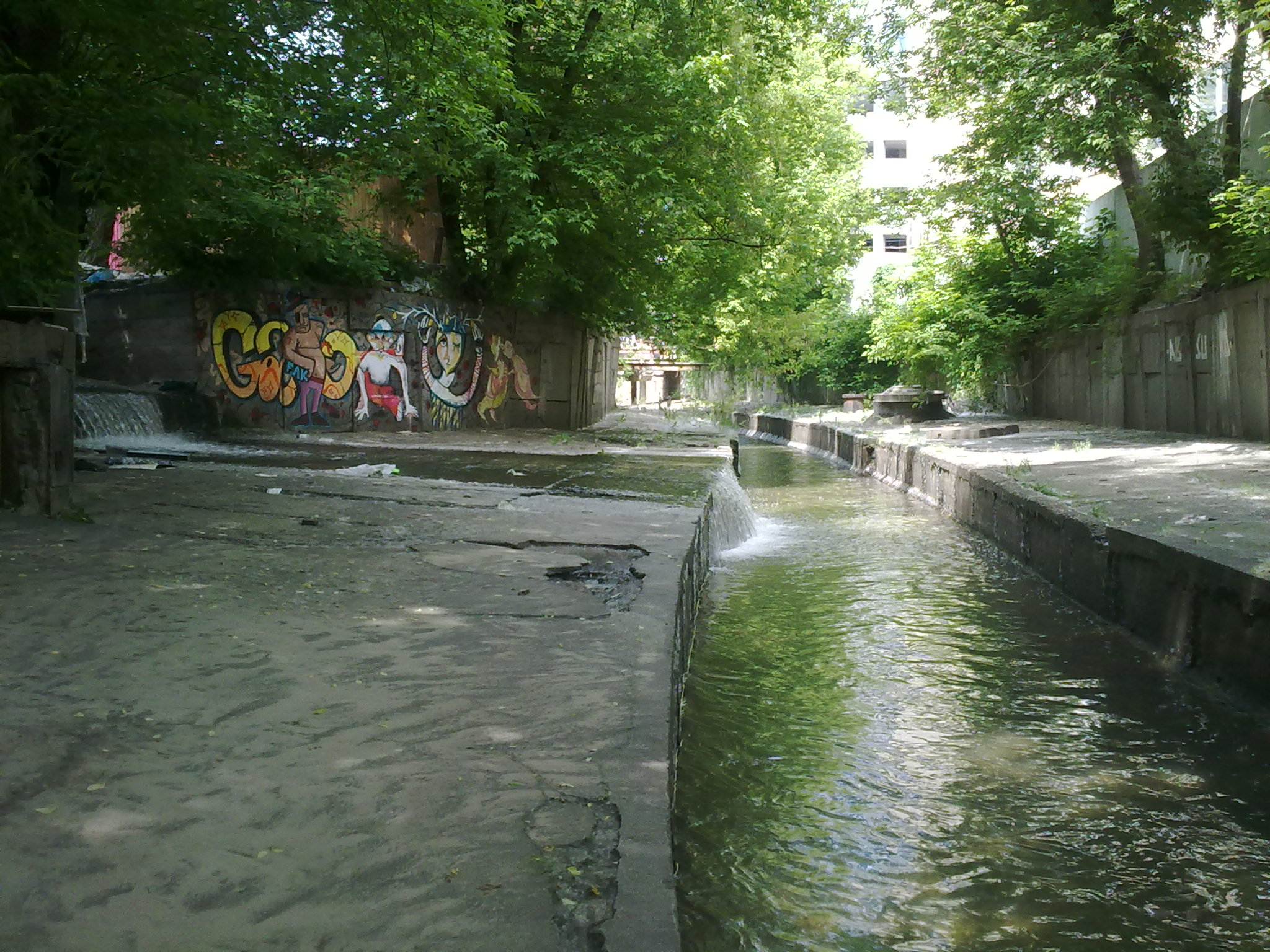
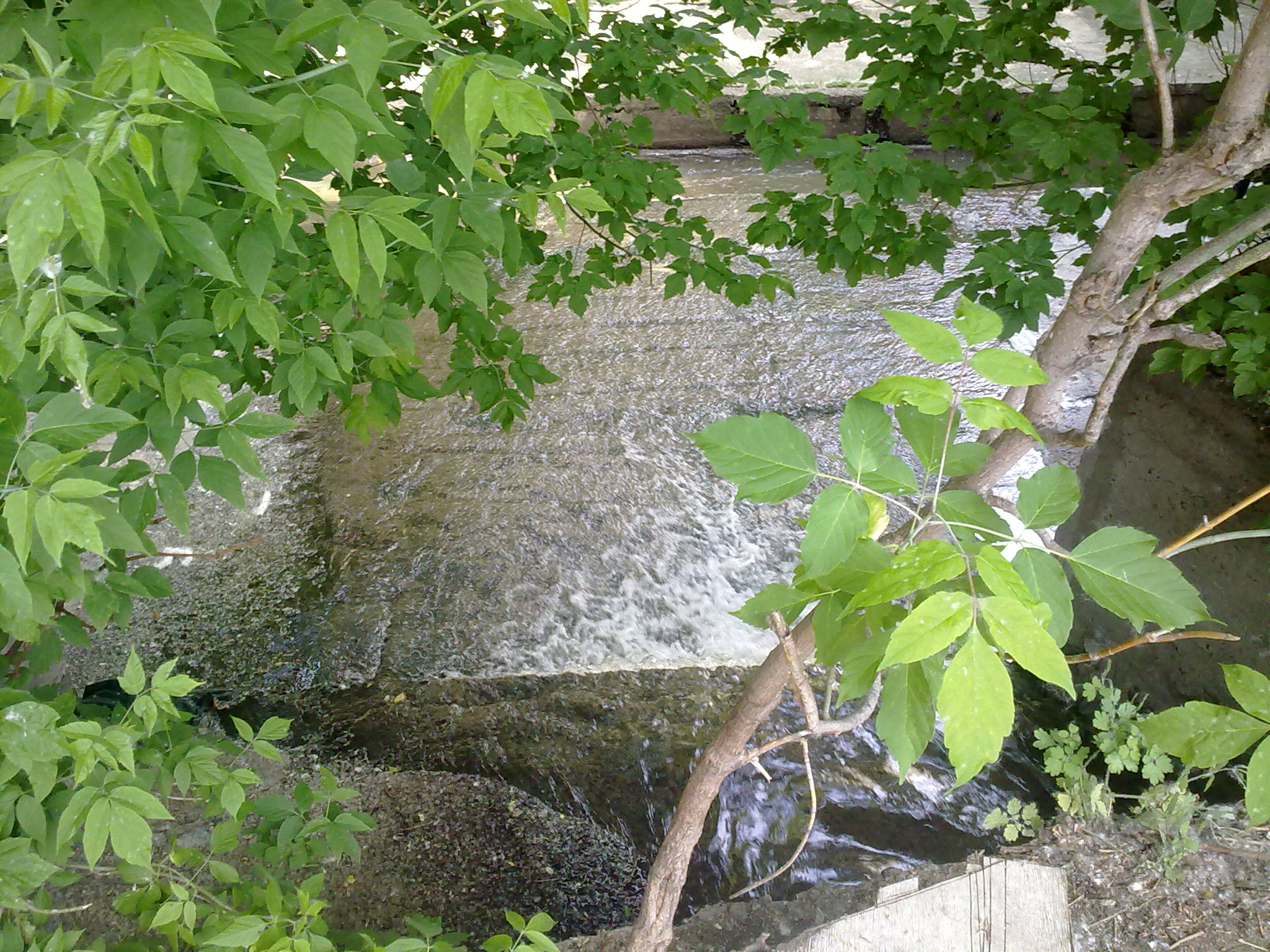